# Michauxia thyrsoidea
Michauxia thyrsoidea är en klockväxtart som beskrevs av Pierre Edmond Boissier och Theodor Heinrich von Heldreich. Michauxia thyrsoidea ingår i släktet Michauxia och familjen klockväxter.
Artens utbredningsområde är Turkiet. Inga underarter finns listade i Catalogue of Life.